# Nordre Skakklub
Nordre Skakklub er en dansk skakklub dannet 1931 i Aarhus. Klubben er medlem af Dansk Skak Union (DSU) og har vundet 13 danske mesterskaber. Klubben har p.t. 53 medlemmer (2012). I 1932 indmeldte klubben sig i Dansk Arbejder-Skakforbund. 
Klubben spiller p.t. i den øverste række xtracon-ligaen.
I 2015 vandt Jørn Sloth fra klubben DM i skak for folk over 65.